# Sztrázsó-hegység
A Sztrázsó-hegység (szlovákul: Strážovské vrchy) az Északnyugati-Kárpátokon belül a Belső-Kárpátok külső vonulatához tartozó hegység. Szlovákia területén található. Nyugatról a Fehér-Kárpátok és a Vág folyó, északról a Jávornik, keletről a Kis-Fátra, délről a Madaras és a Nyitra folyó, délnyugatról pedig az Inóc-hegység határolja. A Központi-Sztrázsó tömbjében emelkedik legmagasabb pontja, a Sztrázsó (1213 m).
A hegység egyik völgyében húzódik meg Csicsmány, melynek településképe a hagyományos építészetet őrzi.

## Fordítás
- Ez a szócikk részben vagy egészben  a   Strážov Mountains című angol Wikipédia-szócikk ezen változatának fordításán alapul.  Az eredeti cikk szerkesztőit annak laptörténete sorolja fel. Ez a jelzés csupán a megfogalmazás eredetét és a szerzői jogokat jelzi, nem szolgál a cikkben szereplő információk forrásmegjelöléseként.